# Max Stern
Max Stern is een in Costa Rica geboren Amerikaans professioneel pokerspeler. Hij won onder meer het $1.500 Omaha 8 or Better-toernooi van de World Series of Poker 1995 (goed voor een hoofdprijs van $140.400,-) en zowel het $3.000 No Limit Hold'em- als het $2.500 Seven-Card Stud Split-toernooi van de World Series of Poker 1997 (goed voor bedragen van $237.615,- en $117.000,-).
Stern verdiende tot en met juli 2011 meer dan $1.450.000,- in pokertoernooien (cashgames niet meegerekend). Samen met Tom McEvoy en Linda Johnson bracht hij in 1998 het pokerboek Championship Stud: 7-Card Stud, Stud/8, Razz uit. Van beroep is Stern kinderarts. Hij is getrouwd met Maria Stern, die in 1997 eveneens een toernooi won op de World Series of Poker (WSOP) won, het 1.500 Seven Card Stud-toernooi

## Wapenfeiten
Stern stak in 1987 zijn hoofd voor het eerst boven het maaiveld uit in de pokerwereld. Hij werd dat jaar onder meer tweede in zowel het $1.000 Seven Card Stud-toernooi van Amarillo Slim's Superbowl Of Poker (achter Robert Turner) als in het $500 No Limit Hold'em-toernooi van de Cajun Cup (achter Steve Lott), beide in Las Vegas. Twee jaar later speelde Stern zich voor het eerst naar een geldprijs op de WSOP. In het $1.500 Seven-Card Razz-toernooi van de World Series of Poker 1989 eindigde hij als nummer zes (van 159 deelnemers). Het bleek het begin van een reeks die op de World Series of Poker 2006 leidde naar zijn 25e WSOP-geldprijs.
Nadat Stern ook nog onder meer een vierde plaats haalde in het $1.500 Seven-Card Razz-toernooi van de World Series of Poker 1991, was zijn derde WSOP-finaletafel vier jaar later goed voor zijn eerste WSOP-titel. Op de World Series of Poker 1997 volgden zowel zijn tweede als derde WSOP-winst én werd hij ook nog derde in het $ 1.500 Seven-Card Razz-toernooi. Stern zat daarna verschillende keren dicht bij het nog verder vergroten van zijn aantal WSOP-titels. Zo werd hij onder meer tweede in het $1.500 Seven-Card Stud-toernooi van de World Series of Poker 1998 (achter Kirk Morrison), derde in het $1.500 Seven Card Stud Hi/Lo-toernooi van de World Series of Poker 1998 en vijfde in het $5.000 Seven Card Stud-toernooi van de World Series of Poker 2003.
Het $25.000 WPT Championship - No Limit Hold'em van de Bellagio Five-Star World Poker Classic in Las Vegas was in april 2003 het eerst toernooi van de World Poker Tour waaraan Stern een geldprijs overhield. Zijn zestiende plaats was goed voor $21.332,-.

## Titels
Stern won ook verschillende toernooien die niet tot de WSOP of WPT behoren, zoals:
- het $300 Limit Hold'em-toernooi van de Winter Oasis 1992 in Las Vegas ($14.160,-)
- het $230 1/2 Stud 1/2 Hold'em-toernooi van de Gold Coast Open 1996 in Las Vegas ($17.533,-)
- het $500 No Limit Hold'em-toernooi van het United States Poker Championship 1996 in Atlantic City ($42.400,-)
- het $200 No Limit Hold'em-toernooi van het National Championship Of Poker 1997 in Inglewood ($22.000,-)
- het $300 7 Card Stud-toernooi van de Queens Poker Classic Summer Edition 1997 in Las Vegas ($9.360,-)
- het $500 No Limit Hold'em-toernooi van de Queens Poker Classic Summer Edition 1997 in Las Vegas ($19.140,-)
- het $200 Seven Card Stud Hi/Lo-toernooi van de Tom McEvoy Poker Spectacular 1998 in Compton ($11.240,-)
- het $1.500 Omaha Hi/Lo-toernooi van de Hall of Fame Poker Classic 2002 in Las Vegas ($22.210,-)
- het $200 Seven Card Stud Hi/Lo-toernooi van het Orleans Open 2004 in Las Vegas ($14.520,-)
- het $200 No Limit Hold'em-toernooi van de Palms No Limit Hold'em Summer Poker Series in Las Vegas ($18.773,-)

## WSOP-titels
| Jaar                       | Toernooi                     | Prijs      |
| -------------------------- | ---------------------------- | ---------- |
| World Series of Poker 1995 | $1.500 Omaha 8 or Better     | $140.400,- |
| World Series of Poker 1997 | $3.000 No Limit Hold'em      | $237.615,- |
| World Series of Poker 1997 | $2.500 Seven-Card Stud Split | $117.000,- |